# Transport intermodal
Cet article concerne le transport de marchandises. Pour la notion apparentée dans le transport de voyageurs, voir Intermodalité.

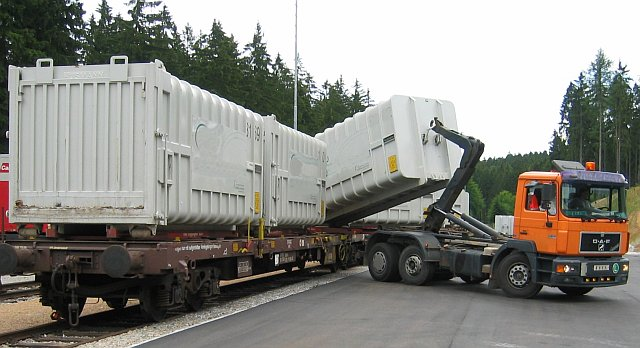
Transport combiné, système ACTS.

Dans le domaine du transport de marchandises, le transport intermodal consiste à utiliser successivement deux ou plusieurs modes de transport pour réaliser le transport d'une charge utile d'un point d'origine à un point de destination.

## Vocabulaire
Le transport multimodal, ou transport intermodal, ou transport combiné, consiste à assurer un transport en empruntant successivement différents modes de transport. Il concerne surtout les marchandises. Le terme intermodal s'applique dans la mesure où une logistique unifiée s'applique tout au long du transport, quel que soit le mode, à la fois pour limiter les manutentions et réaliser le suivi.
Le vocabulaire le concernant n'est pas totalement stabilisé. En effet, on peut trouver sur le site de la Commission économique pour l'Europe des Nations uniesun document qui liste les définitions qui servent aux travaux des trois organisations intergouvernementales qui ont établi cette compilation : Union européenne (UE), Conférence européenne des ministres des Transports (CEMT), et Commission économique pour l'Europe des Nations unies (CEE-ONU).
Dans ce document, le transport combiné est défini comme un « transport intermodal dont les parcours principaux, en Europe, s’effectuent par rail, voies navigables ou mer et dont les parcours initiaux et / ou terminaux, par route, sont les plus courts possible ».
À son tour, le « transport intermodal » est défini comme « l'acheminement d’une marchandise utilisant deux modes de transport ou plus mais dans la même unité de chargement ou le même véhicule routier, et sans empotage ni dépotage », qui se distingue du transport multimodal (« acheminement d’une marchandise empruntant deux modes de transport différents ou plus ».) 
Le transport intermodal mobilise la notion plus générale d'intermodalité qui s'applique aussi au transport de voyageurs. Les personnes qui se réfèrent à la terminologie de la CEE-ONU peuvent préférer réserver le qualificatif « plurimodal » aux déplacements de personnes utilisant successivement au moins deux modes de transport pour le même déplacement.
Dans le cas particulier de l'association de la route et du rail on emploie souvent le terme de transport combiné ou « ferroutage ».

## Histoire
Il est probable que des formes organisées d'intermodalité se soient développées dès l'Antiquité, avec parfois des corps de métiers spécialisés, dont certains ont persisté jusqu'à nos jours (dockers, portiquiers)

### Objectifs
Le transport multimodal s'est développé surtout en raison de la nécessité d'assurer la continuation terrestre du fret maritime en simplifiant les manutentions portuaires. C'est du transport maritime qu'est née la standardisation du conteneur.
Le transport combiné terrestre concerne surtout le transport combiné rail-route, qui fait appel en plus des conteneurs à des caisses mobiles et aux plateaux de transport de semi-remorques. Une variante, exploitée ponctuellement est la « route roulante » ou « autoroute ferroviaire » qui consiste à transporter sur des trains des ensembles routiers complets (tracteur + remorque + chauffeur) à l'exemple du Shuttle d'Eurotunnel.
Même s'il présente de nombreux avantages économiques et environnementaux (voir Efficacité énergétique dans les transports), il est moins développé en France que dans d'autres pays voisins (Suisse, Autriche), qui l'ont très bien intégré.
Certains organismes se consacrent au transport multimodal : le Syndicat international des sociétés de transport combiné Rail-Route (International union of combinated road-rail transport compagnies) (UIRR) 

## Conditions
Le transport intermodal a besoin d'équipements et parfois de manutentionnaires spécialisés pour assurer le transfert entre les modes. Ceux-ci sont parfois réunis dans ce que l'on appelle aujourd'hui une plate-forme multimodale.

### Infrastructures et matériels
Le transport intermodal fait de plus en plus souvent appel à des unités de transport intermodal (UTI) standardisées (conteneurs, caisses mobiles...).
Les facteurs favorisant le développement de ce transport sont :
- L'introduction de conteneurs, qui permet le transfert des marchandises d'un mode de transport à un autre sans rupture de charge ;
- Les exigences des industriels de produire en flux tendu ;
- Les développements technologiques en communication, échanges électroniques de données et système de localisation des conteneurs.

### Choix des modes de transport
Dans le cadre d'un transport ou d'un déplacement « combiné », les parties terminales des itinéraires empruntés utilisent généralement des moyens de transport routiers, dispersés (présence de nombreux véhicules proches du point d'expédition) et relativement lents, alors que les parties médianes des itinéraires recourent à des véhicules de plus grande capacité. L'objectif de cette organisation est de réduire le coût du transport, en le massifiant. La première partie de l'itinéraire n'a pour objet que de rejoindre la plate-forme de chargement ; la dernière partie de l'itinéraire a pour objet de rejoindre la destination finale.
Les moyens de transport utilisés pour la partie médiane de l'itinéraire peuvent être lents (transports par voies d'eau) et souvent moins coûteux, car économes en énergie, ou plus rapides (messagerie ferroviaire et aérien).

## Sociétés en lien avec le transport intermodal
- XPO Logistics, société américaine spécialisée dans le transport routier et la logistique.
- Combigo, société française spécialisée dans la combinaison de billets de transport longue distance (avion, bus, train, covoiturage et ferry).
- Tictactrip, société française comparateur de billets et combinant les transports terrestres de façon intermodale.

## Organisation professionnelle
Le Groupement national des transports combinés (GNTC) est l'organisation professionnelle qui représente les acteurs de la filière du transport combiné en France (opérateur, transporteur...).

## Aspects juridiques et commerciaux
Le transport intermodal se réalise normalement dans le cadre d'un contrat de transport unique conclu entre le client (expéditeur ou destinataire) et un opérateur spécialisé, dont le métier consiste à sous-traiter et assembler les prestations unitaires auprès de transporteurs et de manutentionnaires.